# مارثا نوسباوم
مارثا كرافن نوسباوم (بالإنجليزية Martha Craven Nussbaum) من مواليد 1947، فيلسوفة أمريكية وأستاذة الخدمة المتميزة في جامعة إرنست فريوند للقانون والآداب في جامعة شيكاغو، عُينت بشكل مشترك في كلية الحقوق وقسم الفلسفة. لديها اهتمام خاص بالفلسفة اليونانية والرومانية القديمة، والفلسفة السياسية، والنسوية، والأخلاقيات بما في ذلك حقوق الحيوان. وهي حاصلة أيضًا على تعيينات كزميلة في العلوم الكلاسيكية، واللاهوت، والعلوم السياسية، وعضو لجنة دراسات جنوب آسيا وعضو مجلس برنامج حقوق الإنسان. درّست سابقًا في جامعة هارفارد وبراون.
نوسباوم مؤلفة لعدد من الكتب، من بينها هشاشة الخير (1986)، تعزيز الإنسانية: دفاع كلاسيكي لإصلاح التعليم الليبرالي (1997)، الجنس والعدالة الاجتماعية (1998)، الاختباء من الإنسانية: الاشمئزاز، والخزي، والقانون (2004)، حدود العدالة: العجز، والجنسيّة، وعضوية الأنواع (2006)، ومن الاشمئزاز إلى الإنسانية: التوجه الجنسي والقانون الدستوري (2010). حصلت على جائزة كيوتو لعام 2016 في الفنون والفلسفة وجائزة بيرغروين لعام 2018.

## النشأة والتعليم
وُلدت نوسباوم في 6 مايو عام 1947 في مدينة نيويورك، وهي ابنة جورج كرافن، وهو محامٍ من فيلادلفيا، وبيتي وارن مصممة داخلية وربة منزل. التحقت نوسباوم بمدرسة بالدوين في برين ماور خلال سنوات المراهقة. وصفت تنشئتها بأنها «من نخبة البروتستانت الأنجلو سكسونية البيضاء للساحل الشرقي... عقيمةً جدًا، ومشغولة جدًا بالمال والوضع». نسبت في وقتٍ لاحقٍ استيائها من «الفلاسفة الماندرين» وتفانيها في الخدمة العامة إلى «التنصل من تربيتي الأرستقراطية. أنا لا أحب أي شيء يضع نفسه في مجموعة أو نخبة، سواء كانت مجموعة بلومزبري أو دريدا».
بعد دراستها في كلية ويلسلي لمدة عامين، تركت الدراسة لمتابعة المسرح في نيويورك، درست المسرح والكلاسيكية في جامعة نيويورك، وحصلت على درجة البكالوريوس في الآداب في عام 1969، وانتقلت تدريجياً إلى الفلسفة أثناء وجودها في جامعة هارفارد، حيث حصلت على درجة الماجستير في الآداب عام 1972 ودرجة الدكتوراه في الفلسفة عام 1975 من جامعة غوليم إليس لين أوين.

## السيرة المهنية
عندما أصبحت أول امرأة تحمل زمالة جونيور في جامعة هارفارد، تلقت نوسباوم مذكرة تهنئة من «كلاسيكي مرموق» أشار إلى أن اسم «زميلة أنثى» محرج، وينبغي أن يطلق عليها اسم هياتيرا، التي تعني المحظيات المتعلمات وهنّ النساء الوحيدات اللواتي شاركنّ في الندوات الفلسفية في اليونان.
درّست الفلسفة والكلاسيكيات في السبعينيات وأوائل عام 1980 في جامعة هارفرد، حيث رُفض تثبيتها في العمل من قبل إدارة الكلاسيكيات عام 1982. انتقلت نوسباوم بعد ذلك إلى جامعة براون، حيث درّست حتى عام 1994 عندما التحقت بكلية الحقوق في جامعة شيكاغو. جعلها كتابها لعام 1986 «هشاشة الخير» حول الأخلاق اليونانية القديمة والمأساة اليونانية، شخصية معروفة في جميع العلوم الإنسانية.
من بين طلاب نوسباوم في جامعة براون: الفيلسوفة ليندا مارتين ألكوف والممثل المسرحي تيم بليك نيلسون. اكتسبت انتباه الجمهور عام 1987 لنقدها مقال زميلها الفيلسوف آلن بلوم «إغلاق العقل الأمريكي». ثبتها عملها الأكثر حداثة «حدود العدالة» كباحثة في الجانب النظري للعدالة العالمية. 
ركز عمل نوسباوم غالبًا على الكفاءات للحريات والفرص غير المتكافئة للمرأة، وطورت نوعًا مميزًا من النسوية، مستوحاةً من التقاليد الليبرالية، لكن مع التأكيد على أن الليبرالية في أفضل حالاتها تستلزم إعادة تفكير جذري في العلاقات بين الجنسين والعلاقات داخل الأسرة.
كان المجال الرئيسي الآخر لنوسباوم في العمل الفلسفي هو العواطف. دافعت عن تفسير الرواقية الجديدة للعواطف التي تؤكد على أنها تقييمات تنسب إلى الأشياء والأشخاص، ولا تخضع لسيطرة الوكيل الخاصة، وهي ذات أهمية كبيرة لازدهار الشخص نفسه. اقترحت على هذا الأساس تحليلات للحزن والرحمة والمحبة، وفي كتابٍ لاحقٍ للاشمئزاز والخزي.
شاركت نوسباوم في العديد من المناقشات الحادة مع المثقفين الآخرين، وفي كتاباتها الأكاديمية وكذلك في صفحات المجلات شبه الشعبية ومراجعات الكتب، وفي إحدى الحالات عند الشهادة في المحكمة كشاهدة خبيرة. أدلت بشهادتها في محاكمة كولورادو القضائية لرومر ضد إيفانز، مجادلةً ضد الادعاء بأن تاريخ الفلسفة يوفر للدولة «مصلحة ملحة» لتأييد قانون يُحرم المثلية الجنسية والحق في السعي لتمرير قوانين عدم التمييز المحلية. تعامل جزء من هذه الشهادة مع المعاني المحتملة لمصطلح «توليم» في عمل أفلاطون والذي كان موضوعًا للجدال، وأطلق عليها النقاد المضللة وحتى شاهدة زور.
ردت على هذه الاتهامات في مقالٍ مطولٍ بعنوان «الحب الأفلاطوني وقانون كولورادو». استخدمت نوسباوم إشارات متعددة من ندوة أفلاطون وتفاعلاته مع سقراط كدليل على حجتها. استمر النقاش برد من أحد أشد منتقديها، روبرت بيتر جورج. انتقدت نوسباوم نعوم تشومسكي لأنه من بين المثقفين اليساريين الذين يعتقدون أنه «لا ينبغي لأحد أن ينتقد أصدقاء أحد، وأن التضامن أهم من الصحة الأخلاقية». تشير إلى أنه يمكن للمرء «تتبع هذا الخط إلى ازدراء ماركسي قديم للأخلاقيات البرجوازية، لكنه كريه أيًا كان مصدره». من بين الأشخاص الذين راجعت كتبهم بشكل نقدي آلن بلوم وهارفي مانسفيلد وجوديث بتلر. كانت مناقشاتها الأكثر جدية والأكاديمية مع شخصيات مثل جون رولز وريتشارد بوسنر وسوزان مولر أوكين. أعلنت نوسباوم في يناير 2019 أنها ستستخدم أرباحها من جائزة بيرغروين لتمويل سلسلة من مناقشات المائدة المستديرة حول القضايا المثيرة للجدل في كلية الحقوق بجامعة شيكاغو. تُعرف هذه المناقشات باسم الطاولة المستديرة لطلاب مارثا سي. نوسباوم.

## الحياة الشخصية
تزوجت من آلان نوسباوم منذ عام 1969 وانفصلت في عام 1987، وهي الفترة التي شهدت أيضًا اعتناقها لليهودية وولادة ابنتها راشيل. استمر اهتمام وتعمق نوسباوم باليهودية: في 16 أغسطس 2008 أصبحت بار متسفا في قداس في هيكل ك. إيه. إم أشعيا الإسرائيلي في هايد بارك بشيكاغو، رنمت من باراشاه فاشانان وحفترة ناحمو، وقدمت من توراة دفار العلاقة بين العزاء الحقيقي غير النرجسي والسعي لتحقيق العدالة العالمية.

## الأعمال الرئيسية

### هشاشة الخير
تواجه في «هشاشة الخير: الحظ والأخلاق في المأساة اليونانية والفلسفة» المعضلة الأخلاقية للأفراد الذين يلتزمون بالعدالة بقوة، ومع ذلك ربما تتعرض لعوامل خارجية تؤدي إلى تسوية مُرضية أو حتى إبطال ازدهارهم البشري. تسعى نوسباوم من خلال مناقشة النصوص الأدبية والفلسفية إلى تحديد مدى قدرة العقل على تحقيق الاكتفاء الذاتي. ترفض في النهاية الفكرة الأفلاطونية القائلة إن الخير الإنساني يؤمن الحماية من الخطر بشكل كامل، إلى جانب تعامل كتاب المسرح المأساويين وأرسطو مع الاعتراف بالضعف كمفتاح لإدراك الخير الإنساني.
تلقى تفسيرها لندوة أفلاطون بشكلٍ خاص اهتمامًا كبيرًا. اعتمادًا على إدراك نوسباوم للضعف، فإعادة إدخال سيباديس في نهاية الحوار يقوض رواية ديوتيما عن سلم الحب في صعوده إلى عالمٍ من المثل غير مادي. يحول وجود سيباديس الانتباه إلى الجمال الجسدي والعواطف الجنسية والقيود الجسدية، ما يبرز ضعف الإنسان.
جلب الضعف الانتباه إلى نوسباوم في جميع العلوم الإنسانية. حازت على مدح واسع في المراجعات الأكاديمية، وحظيت بالاستحسان في وسائل الإعلام الشعبية. صدقت كميل باليا الضعف من خلال مطابقة «أعلى المعايير الأكاديمية» في القرن العشرين، ووصفت مجلة تايمز للتعليم العالي العمل بأنه «عمل علمي فائق». وسعت سمعة نوسباوم تأثيرها إلى ما هو أبعد من المطبوعات فظهرت في البرامج التلفزيونية مثل بيل مويرز على بي بي سي.

## روابط خارجية
- مارثا نوسباوم على موقع IMDb (الإنجليزية)
- مارثا نوسباوم على موقع الموسوعة البريطانية (الإنجليزية)
- مارثا نوسباوم على موقع مونزينجر (الألمانية)
- مارثا نوسباوم على موقع إن إن دي بي (الإنجليزية)